# Łubiagino (obwód kirowski)
Łubiagino (ros. Лубягино) – wieś (dieriewnia) w Rosji, w obwodzie kirowskim, w rejonie kirowo-czepieckim. W 2010 liczyła 135 mieszkańców.